# Parc zoologique de Montpellier
Koordinaten: 43° 38′ 21,3″ N, 3° 52′ 24,5″ O
Der Parc zoologique de Montpellier, lokal auch als Parc de Lunaret bezeichnet, 
ist ein Zoo, der sich nördlich der französischen Stadt Montpellier im Département Hérault in der Verwaltungsregion Okzitanien in befindet. Er ist bei der European Association of Zoos and Aquaria (EAZA) akkreditiert.

## Geschichte
Im Jahr 1910 vermachte Henri de Lunaret seinen Grundbesitz von 350 Hektar der Stadt Montpellier. 1963 begann François Doumenge, ein Meeresbiologe und stellvertretender Bürgermeister von Montpellier auf einem waldartigen Geländeteil dort einen Tierpark einzurichten, der 1964 als Parc zoologique de Lunaret eröffnet wurde. Die Tiere wurden zunächst in einfachen Holzhütten untergebracht. In den folgenden Jahren wuchs der Tierbestand und die Anlagen wurden nach und nach den tiergärtnerischen Erfordernissen angepasst.

## Anlagenkonzept
Der Parc zoologique de Montpellier erstreckt sich nach mehreren Erweiterungen über eine Fläche von ca. 80 Hektar. Der Zoo ist in mehrere Abteilungen gegliedert. Im Zentrum befinden sich große Freianlagen für Antilopen- und Gazellenarten. Eine der Hauptattraktionen ist die 2007 eröffnete La Serre Amazonienne, in der Vögel des tropischen Regenwaldes sowie Reptilien und Amphibien, beispielsweise Baumsteigerfrösche (Dendrobatidae) zu sehen sind. Die Besucher lernen dabei verschiedene Ökosysteme des Amazonasregenwaldes kennen. Temperatur und Luftfeuchtigkeit werden automatisch an die Bedingungen eines tropischen Regenwaldes angepasst.

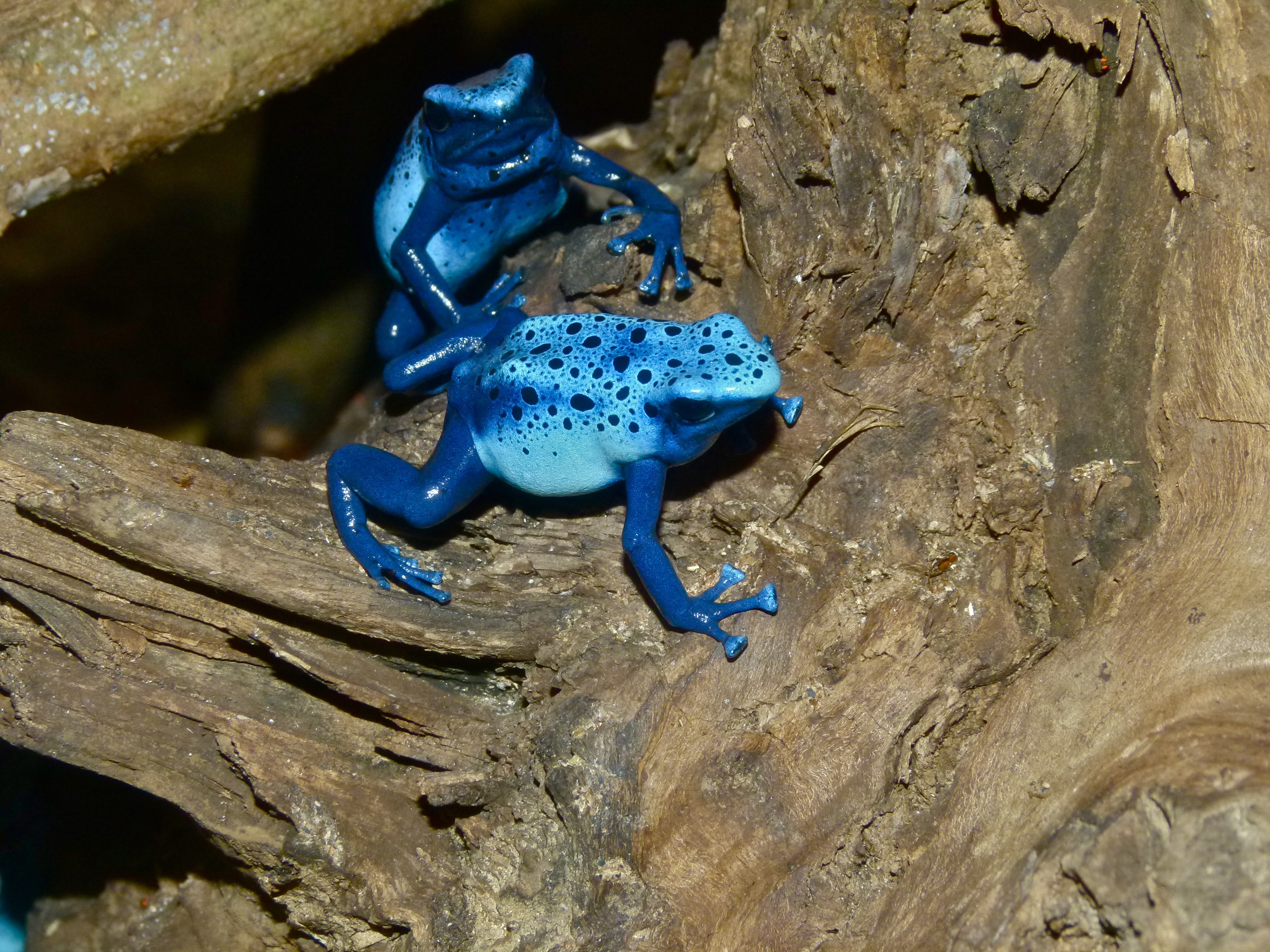
Blauer Baumsteiger (Dendrobates tinctorius), Farbvariante des Färberfrosches
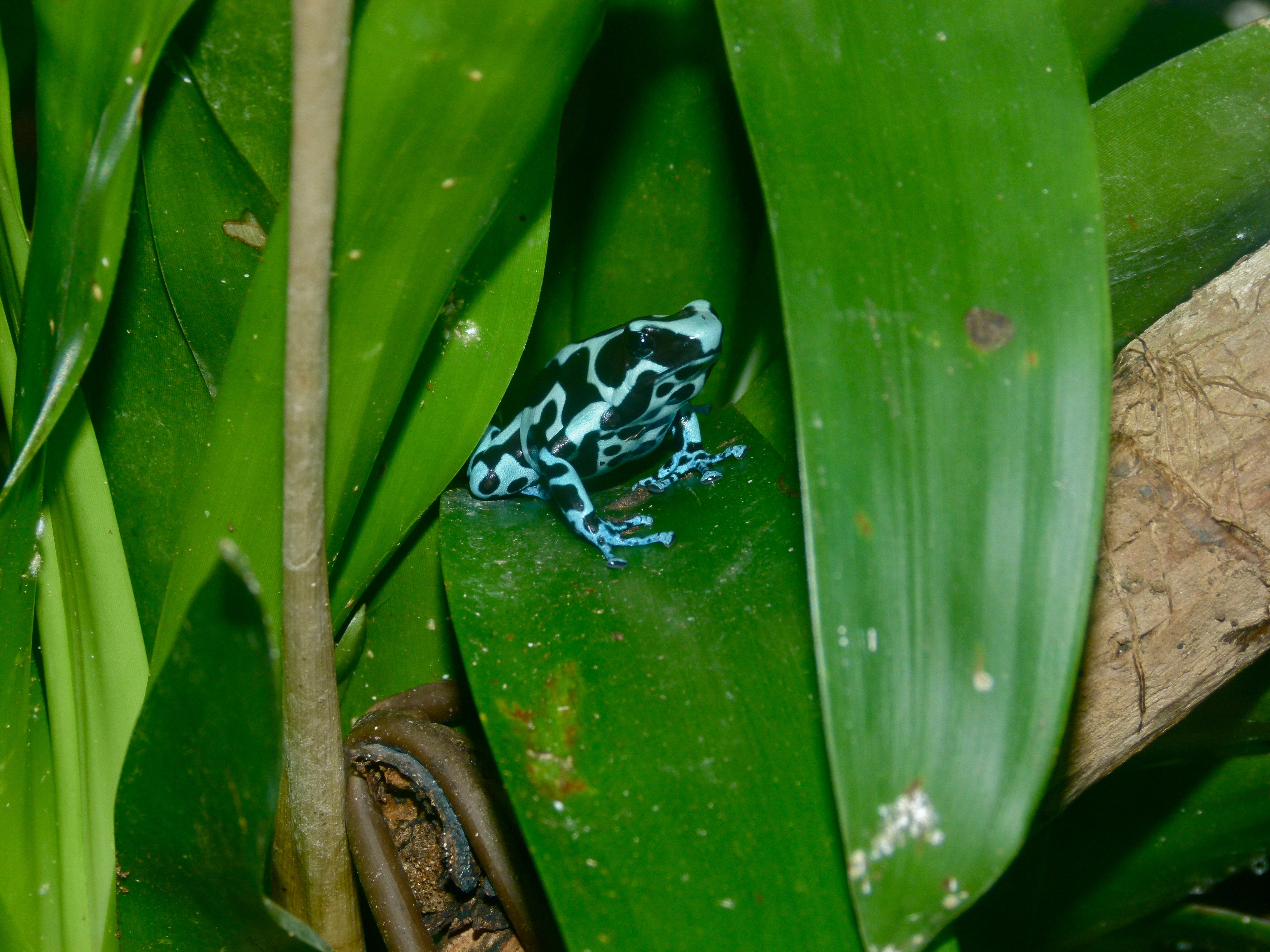
Goldbaumsteiger (Dendrobates auratus)
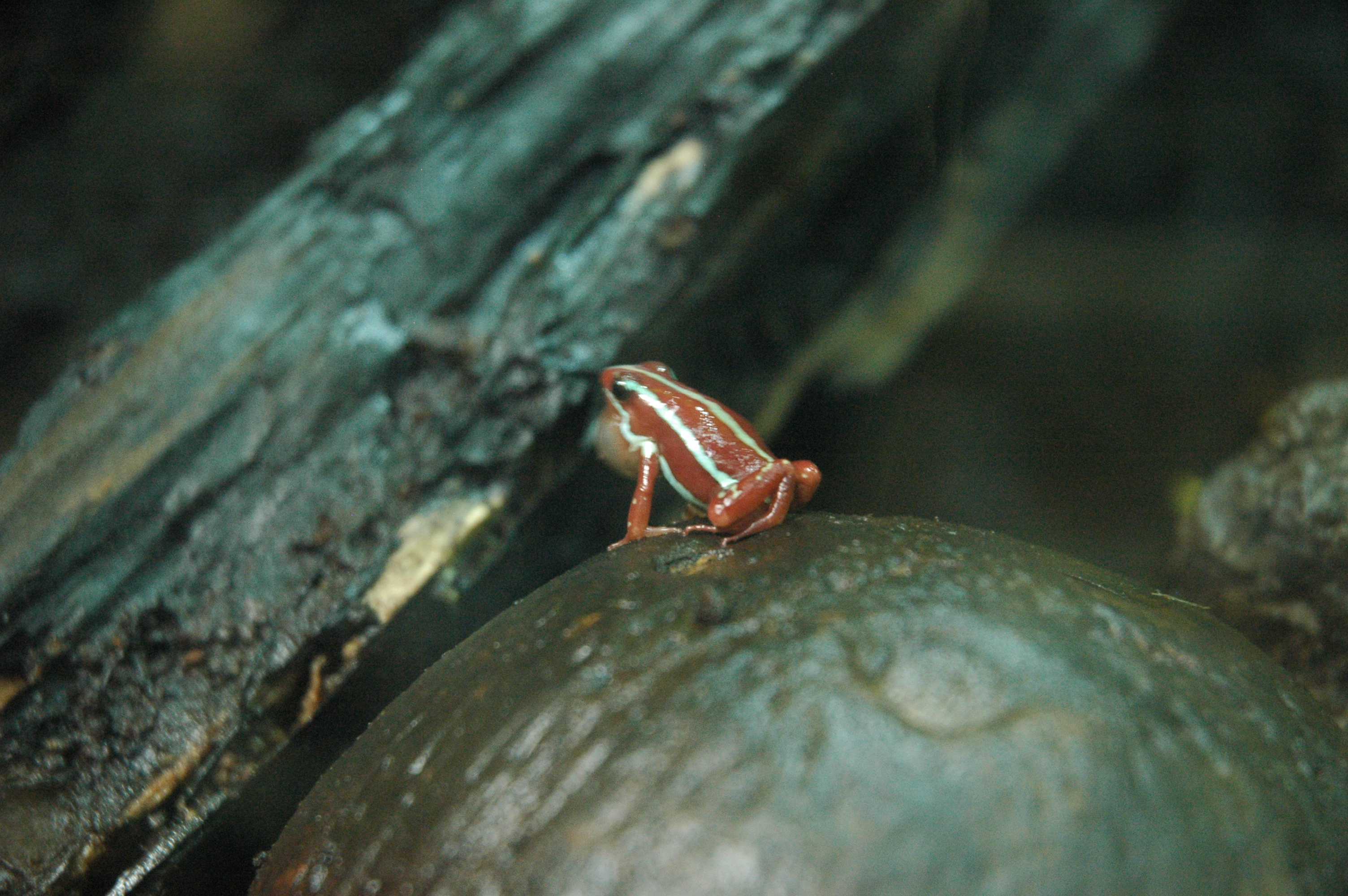
Dreistreifen-Baumsteiger (Epipedobates tricolor)

Im Centre de Ressources Darwin werden wissenschaftliche Arbeiten durchgeführt, im Ferme Pédagogique werden Kinder mit dem Leben der Tierwelt vertraut gemacht. Der Zoo verfügt auch über ein bedeutsames botanisches Erbe, das sich östlich im angrenzenden Réserve Naturelle du Lez und entlang des Flusses Lez erweitert.

## Tierbestand
Im Parc zoologique de Montpellier werden rund 750 Tiere gezeigt, die ca. 140 Arten angehören, darunter Säugetiere, Reptilien, Amphibien, Vögel und Fische. Es werden Tiere aller Kontinente gehalten.

## Arterhaltungsprogramme
Zoologische Parks und ihre Ziele haben sich im Laufe der Zeit verändert. Während sie früher als Freizeitvergnügen und der Zurschaustellung exotischer Tiere dienten, werden alle Lebewesen in zunehmendem Maße als Vertreter der Biodiversität, die stark von menschlichen Aktivitäten bedroht sind, betrachtet. So erfüllt der Parc zoologique de Montpellier mehrere Missionen: Teilnahme am Erhalt gefährdeter oder vom Aussterben bedrohter Tierarten, Unterstützung von Erhaltungsprogrammen vor Ort oder im Zoo sowie Schärfung des Bewusstsein der Besucher auf die lokale und exotische biologische Vielfalt. Außerdem wird auf die Beziehungen von Lebewesen in Ökosystemen und aktuelle Umweltfragen hingewiesen. All dies dient der Verbesserung des Wissens über die Biologie der Tiere und die biologische Vielgestaltigkeit.
Beispielsweise beteiligt sich der Parc zoologique de Montpellier im Rahmen eines In-situ-Programms gemeinsam mit der international tätigen Vulture Conservation Foundation (VCF), an einen Projekt, das für die Erhaltung und Wiederausbreitung der vier europäischen Geierarten arbeitet. Es sind dies der Gänsegeier (Gyps fulvus), der Mönchsgeier (Aegypius monachus), der Bartgeier (Gypaetus barbatus) und der Schmutzgeier (Neophron percnopterus). Das spezielle Projekt LIFE GypConnect zielt darauf ab, die Verknüpfungen zwischen den Bartgeiern der Alpen und der Pyrenäen wiederherzustellen.

## Galerie
Unter den im Zoo gehaltenen Säugetierarten werden im Besonderen Steppenbewohner gezeigt. Einen besonderen Schwerpunkt bilden dabei Antilopen- und Gazellenarten. Die nachfolgende Bildauswahl zeigt einige Tiere aus dem Bestand des Parc zoologique de Montpellier:

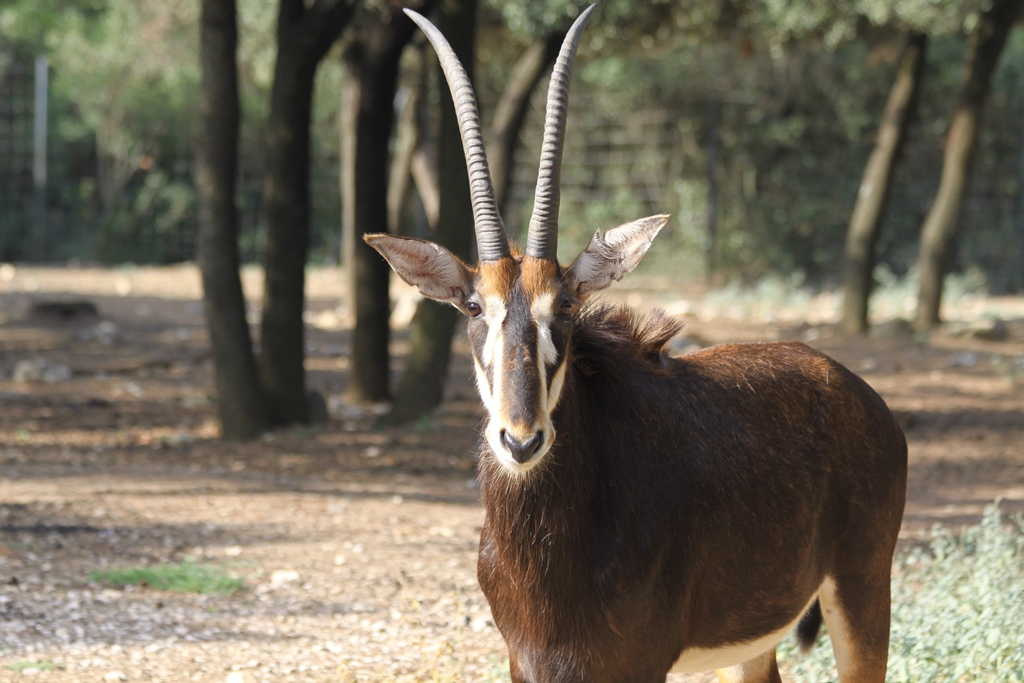
Rappenantilope (Hippotragus niger)
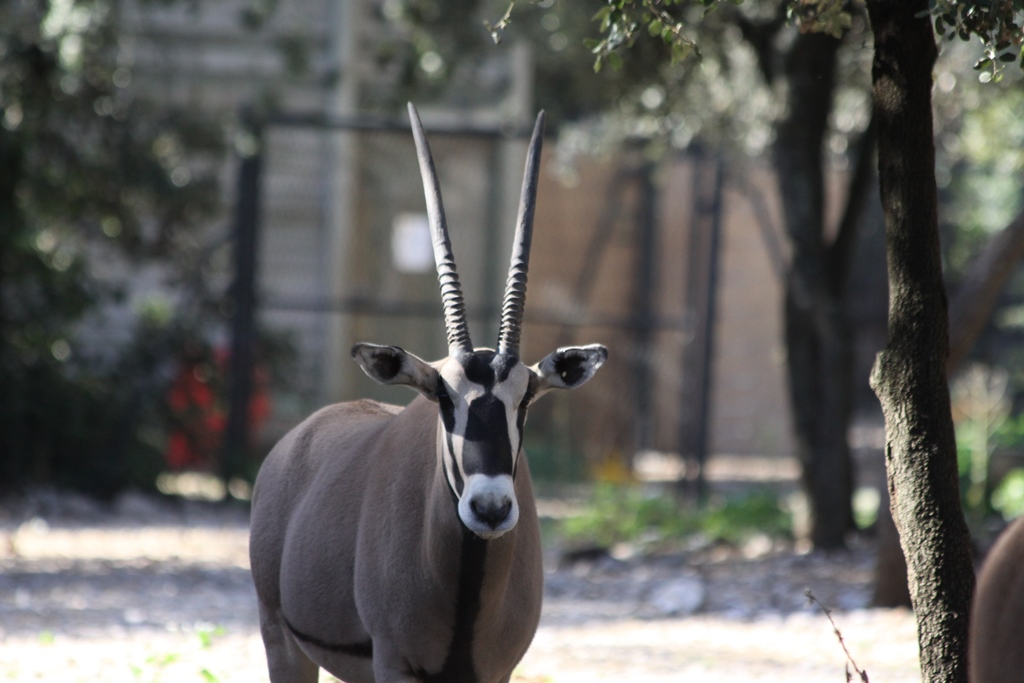
Beisa-Oryx (Oryx beisa)
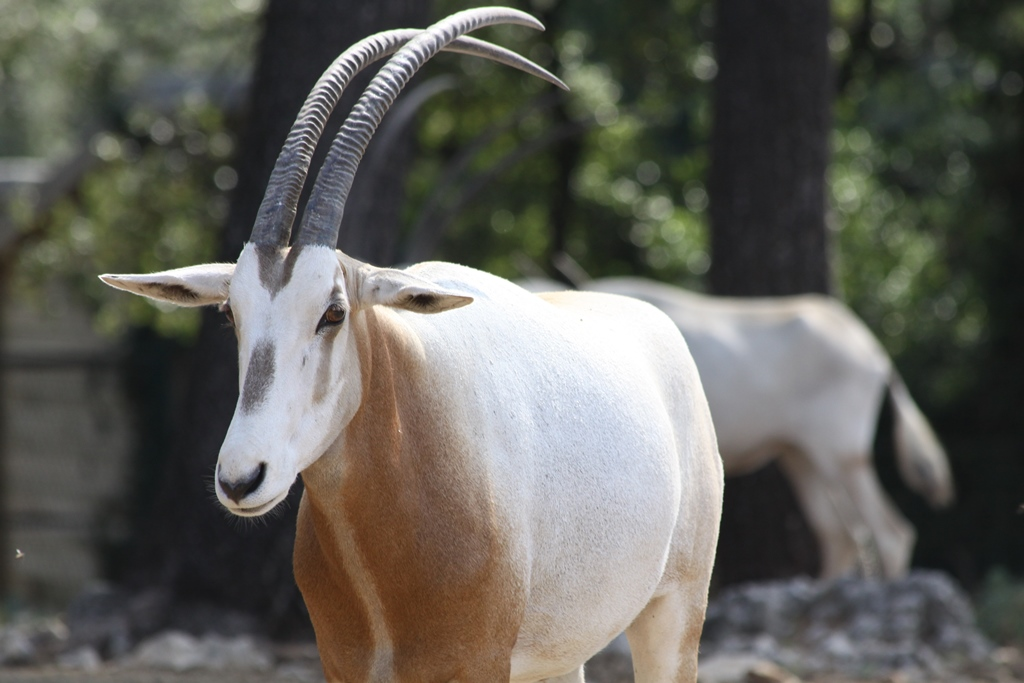
Säbelantilope (Oryx dammah)
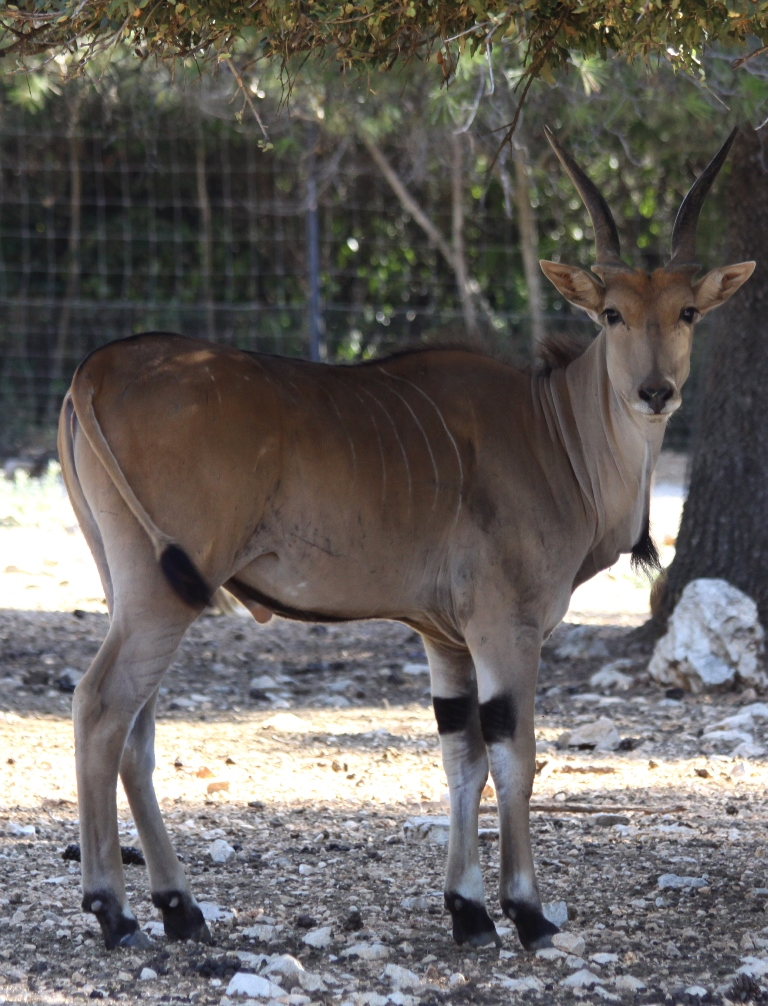
Elenantilope (Taurotragus oryx)
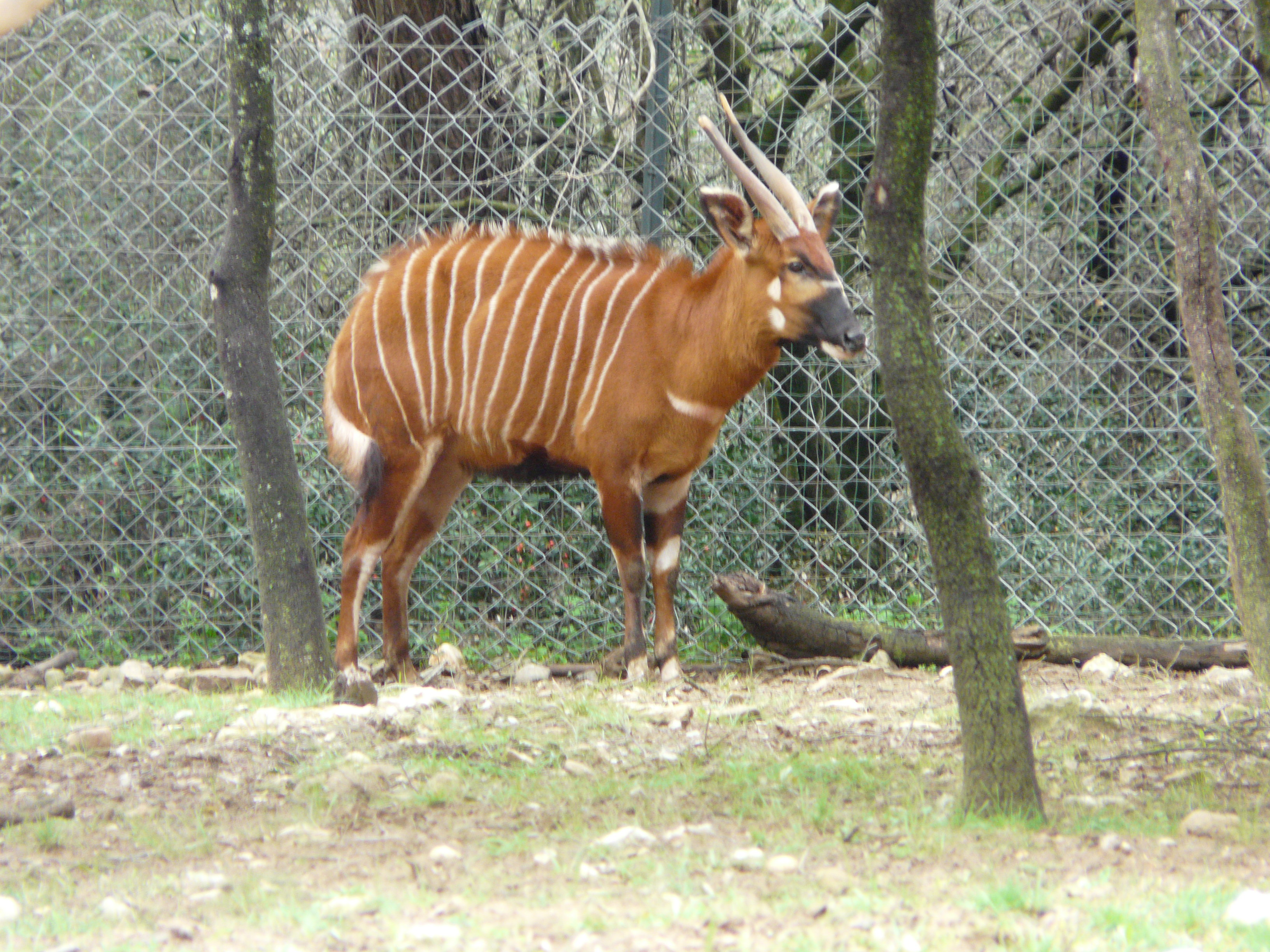
Bongo (Tragelaphus eurycerus)
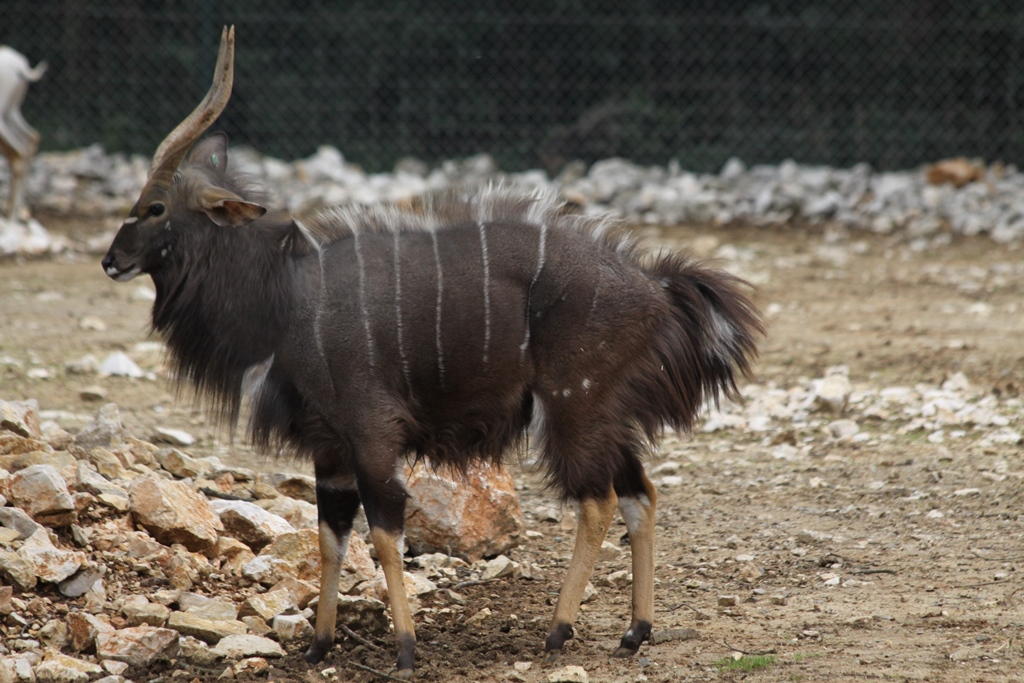
Nyala (Nyala angasii)
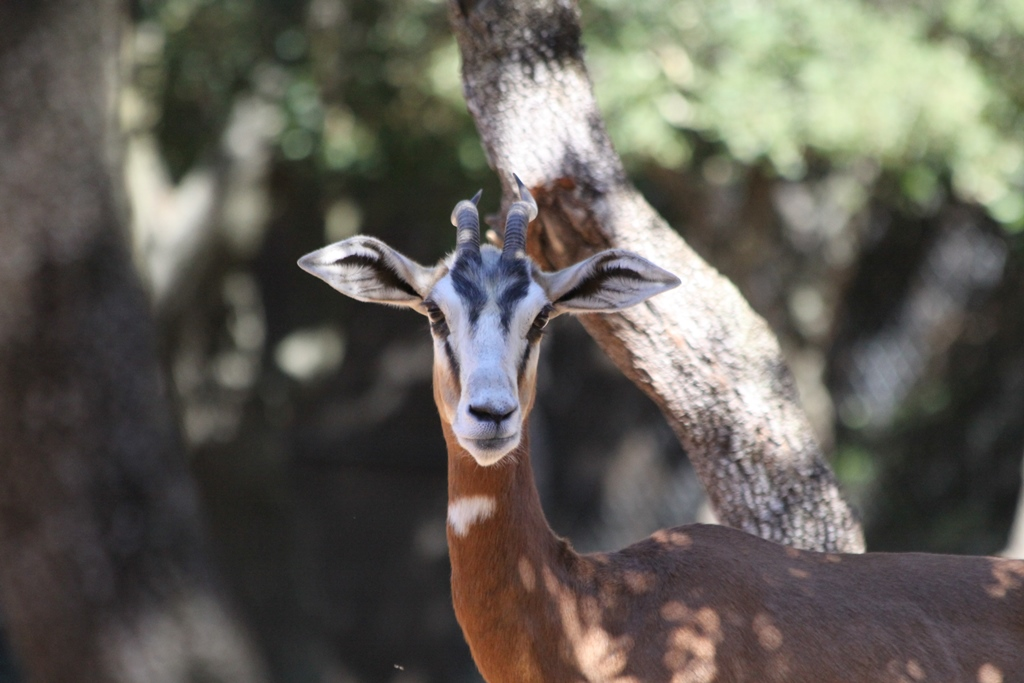
Damagazelle (Nanger dama)
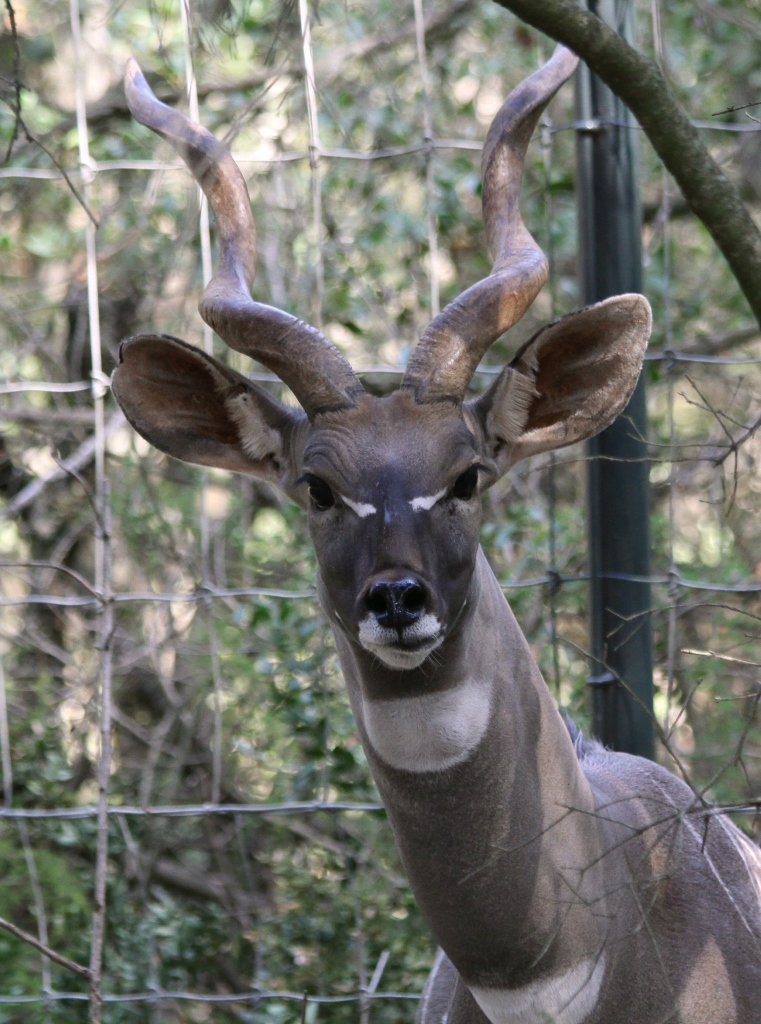
Kleiner Kudu (Ammelaphus imberbis)
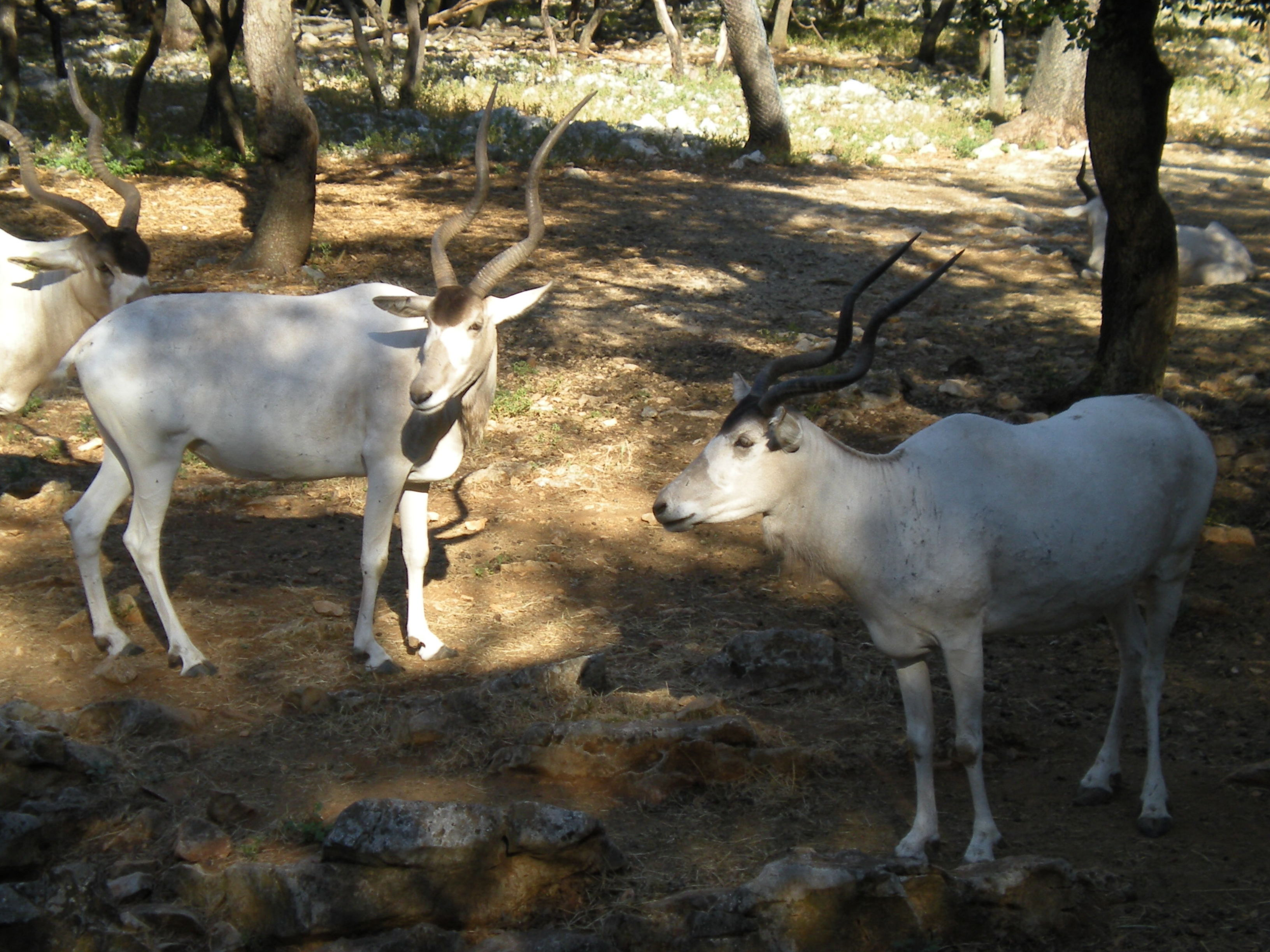
Mendesantilopen (Addax nasomaculatus)
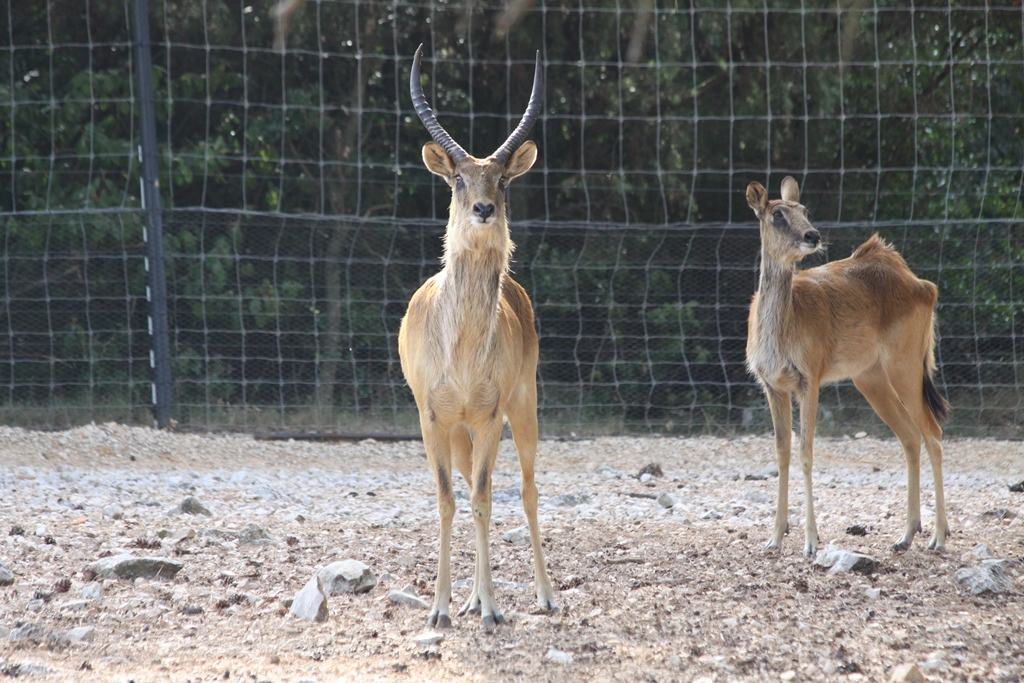
Weißnacken-Moorantilopen (Kobus megaceros)
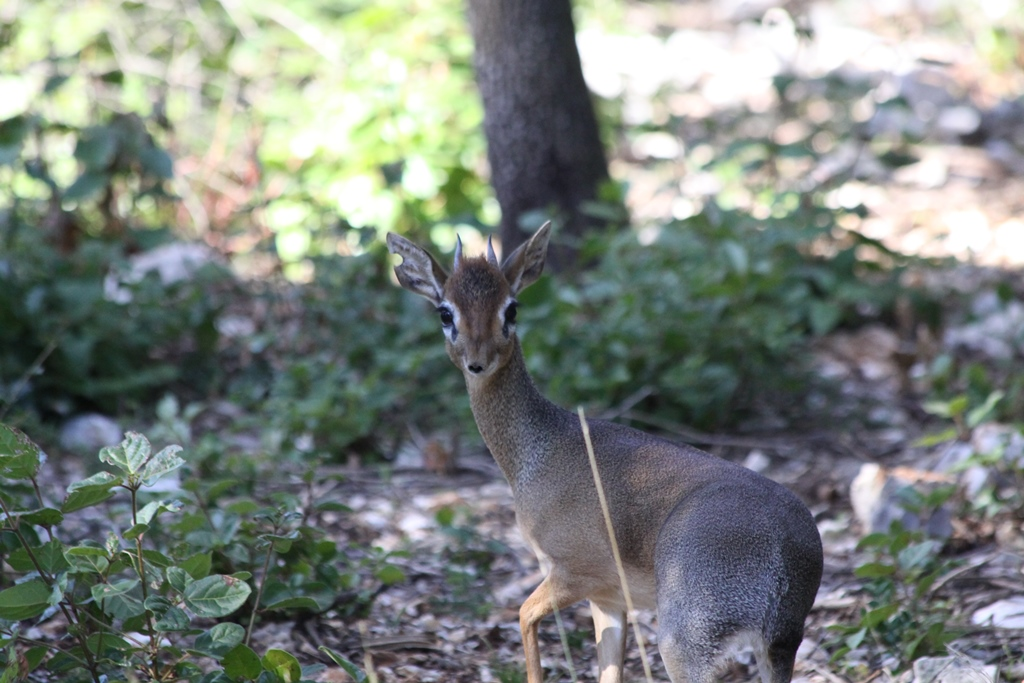
Kirk-Dikdik (Madoqua kirkii)
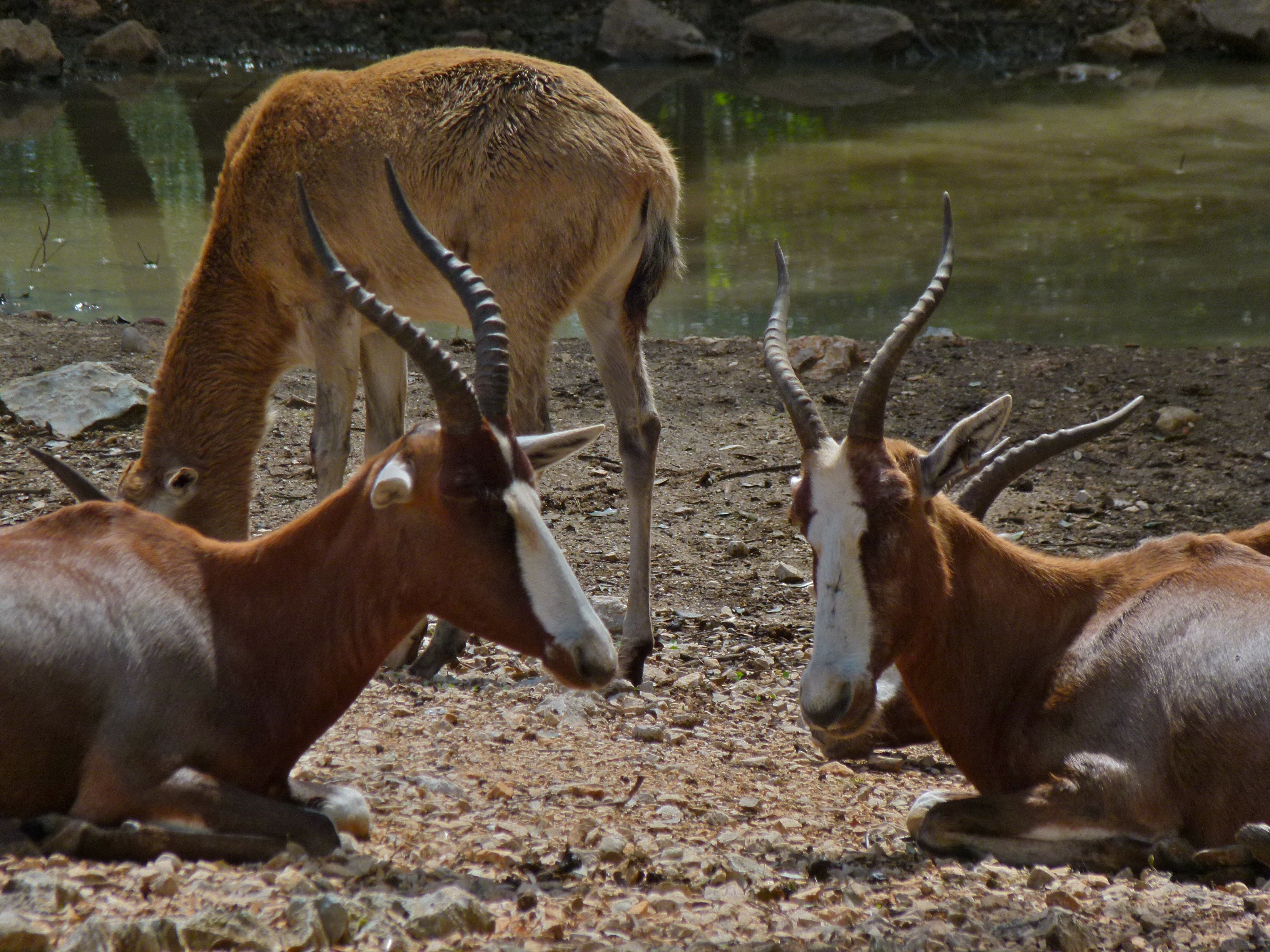
Blessböcke (Damaliscus phillipsi)